# Udo Kier
 (mai 2022).
Si vous disposez d'ouvrages ou d'articles de référence ou si vous connaissez des sites web de qualité traitant du thème abordé ici, merci de compléter l'article en donnant les références utiles à sa vérifiabilité et en les liant à la section « Notes et références ».
Udo Kier, né Udo Kierspe le 14 octobre 1944 à Cologne, est un acteur allemand.
Il a joué dans plus de 200 films européens et américains, en tenant le rôle de personnages principaux ou secondaires. Il a collaboré avec des réalisateurs de renommée mondiale tels Rainer Werner Fassbinder, Lars von Trier, Gus Van Sant, Werner Herzog, Walerian Borowczyk, Kleber Mendonça Filho, Dario Argento, Charles Matton ou Paul Morrissey.
Entre l'Europe et l'Amérique, les films d'auteurs, les blockbusters, le cinéma de genre et les séries B, la carrière d'Udo Kier fait le lien entre de nombreuses facettes de la création cinématographique.

## Carrière
Udo Kier est né à Cologne peu avant la fin de la Seconde Guerre mondiale. L'hôpital où il voit le jour est bombardé très peu de temps après sa naissance. Sa mère et lui doivent être évacués des décombres. Il ne connaît pas son père.
Il devient enfant de chœur, en tant que chantre et choriste. À cette période, il commence à s'habiller et à se maquiller comme une femme, cherchant à imiter Caterina Valente. Après avoir arrêté l'école, il commence une formation de grossiste. Par la suite il travaille sur une chaîne d'assemblage chez Ford. Il réalise que son physique avantageux pourrait lui servir de gagne-pain, et s'installe au Royaume-Uni à l'âge de 18 ans. Il commence alors une carrière de mannequin dans l'industrie de la mode.
Lors d'un voyage à Cannes dans les années 1960, il rencontre Jean Marais. Il commence alors peu après sa carrière cinématographique en tant que protégé du réalisateur allemand Rainer Werner Fassbinder avec qui il est ami depuis l'adolescence.
Les premiers rôles d'envergure arrivent dans les années 1970. En 1973 il tient le rôle principal dans Chair pour Frankenstein de Paul Morrissey, puis dans Du sang pour Dracula du même réalisateur, un proche d'Andy Warhol qui produit les deux films. Son rôle de Dracula est le premier d'une longue liste de personnages de vampires qu'il incarnera tout au long de sa carrière, comme dans Die Einsteiger (1985), Blade (1998), Modern Vampires (1998), L'Ombre du vampire (2000), Dracula 3000 ou Bloodrayne (2005) d'Uwe Boll.
Il est célèbre pour ses nombreuses collaborations avec des réalisateurs de premier plan, comme Rainer Werner Fassbinder, Walerian Borowczyk, Gus Van Sant, Christoph Schlingensief ou Dario Argento (il est notamment au générique du classique Suspiria). Il est de même à l'affiche de tous les films de Lars von Trier depuis Epidemic (1987) - à l'exception des Idiots, Le Direktør, Antichrist et The House that Jack Built.
Après une apparition marquante dans My Own Private Idaho de Gus Van Sant (1991), ses rôles hollywoodiens les plus connus sont Ron Camp dans Ace Ventura, détective chiens et chats, Curly dans Barb Wire aux côtés de Pamela Anderson, un psychologue de la NASA dans Armageddon de Michael Bay, le méchant Lorenzini dans le Pinocchio de Steve Barron, et dans le rôle de Ralfi dans Johnny Mnemonic de Robert Longo.
Udo Kier a de même prêté sa voix pour de nombreux films d'animation. Il est Yuri dans Command and Conquer : Alerte rouge 2, et il double le Docteur Périclès dans la série télévisée Scooby-Doo : Mystères associés.
Il joue dans plusieurs clips, dont Make Me Bad de KoRn avec Brigitte Nielsen, et Deeper and Deeper de Madonna.
En France, il est principalement connu pour son rôle du jeune et romantique Gilbert dans la série télévisée Joseph Balsamo (1973), où il apparaît aux côtés de Jean Marais.
Il a été deux fois membre du jury au Festival international du film de Locarno : en 2004 et 2015.
Il est invité en 2005 par L'Étrange Festival qui programme cette année-là une rétrospective en son honneur. En 2019 c'est le festival du film fantastique de Gérardmer qui fait d'Udo Kier l'invité d'honneur de sa 26e édition aux côtés d'Eli Roth.
Un documentaire sur sa vie intitulé Moi, je: Udo Kier comédien a été réalisé en 2011 par Jeremy Jozsef Pierre Fekete, pour la chaîne franco-allemande Arte. Il est diffusé en 2012.
L'acteur revient en 2019 sur l'ensemble de sa carrière lors d'un entretien avec le journaliste Romain Le Vern, publié sur le site francophone choasreign.fr.

## Vie privée
Udo Kier est célibataire et ouvertement homosexuel.
Il vit à Palm Springs en Californie, où il s'installe en 1991.
Il est le parrain d'une des deux filles de Lars von Trier.

## Filmographie

### Cinéma

#### Années 1960
- 1966 : La Route de St. Tropez (Road to St. Tropez) de Michael Sarne : Boy
- 1968 : Schamlos de Eddy Saler : Alexander Pohlmann
- 1969 : La stagione dei sensi de Massimo Franciosa : Luca

#### Années 1970
- 1970 : Provocation (Proklisis) de Omiros Efstratiadis : Angelos
- 1970 : La Marque du diable (Hexen bis aufs Blut gequält) de Michael Armstrong et Adrian Hoven : comte Christian von Meruh
- 1971 : L'Amour en doses (Erotomaneis, Oi) de Omiros Efstratiadis : Tonis Theodorou
- 1972 : Notre agent à Salzbourg (The Salzburg Connection) de Lee H. Katzin : Anton
- 1973 : Pan de George Moorse : Pilgrim of Death
- 1973 : Chair pour Frankenstein (Flesh for Frankenstein) de Paul Morrissey : Baron Frankenstein
- 1974 : Du sang pour Dracula (Dracula cerca sangue di vergine... e morì di sete!!!) de Paul Morrissey : Count Dracula
- 1975 : Le Dernier Cri (Der Letzte Schrei) de Robert van Ackeren : Raimund
- 1975 : Histoire d'O de Just Jaeckin : Rene
- 1976 : Exposé de James Kenelm Clarke : Paul Martin
- 1976 : Flocons d'or (Goldflocken) de Werner Schroeter : Franzl
- 1976 : Spermula de Charles Matton : Werner
- 1977 : Suspiria de Dario Argento : Dr Frank Mandel
- 1977 : Belcanto oder Darf eine Nutte schluchzen? de Robert van Ackeren : Poulailler
- 1978 : Le Crépuscule des faux dieux (Das Fünfte Gebot) de Duccio Tessari : Peter Dümmel
- 1979 : La Troisième Génération (Die Dritte Generation) de Rainer Werner Fassbinder : Edgar Gast
- 1979 : Rhapsodie hongroise I et II (I. Magyar rapszódia. II. Allegro barbaro) de Miklós Jancsó : Poór

#### Années 1980
- 1980 : Lulu de Walerian Borowczyk : Jack l'Éventreur
- 1980 : Deutschland privat - Eine Anthologie des Volksfilms de Erwin Kneihsl et Robert van Ackeren : non crédité
- 1980 : Narcisse et Psyché (Nárcisz és Psyché) de Gábor Bódy : Nárcisz - Laci Tóth
- 1981 : Lili Marleen de Rainer Werner Fassbinder : Drewitz
- 1981 : Docteur Jekyll et les femmes de Walerian Borowczyk : DrHenry Jekyll
- 1981 : Lola, une femme allemande (Lola) de Rainer Werner Fassbinder : 2e serveur
- 1983 : Die Insel der blutigen Plantage de Kurt Raab : Hartman
- 1983 : Die wilden Fünfziger de Peter Zadek : Fromm
- 1983 : Pankow '95 de Gábor Altorjay : Johann Wolfgang Amadeus Zart
- 1984 : The Last Trip to Harrisburg d'Udo Kier et Ed Lachman : l'homme et la femme dans le train
- 1984 : Hur und Heilig de Cornelia Schlingmann
- 1984 : Moscou à New York (Moscow on the Hudson) de Paul Mazursky : l'homosexuel dans la rue
- 1985 : Der Unbesiegbare de Gusztáv Hámos : Argon
- 1985 : Verführung: Die grausame Frau d'Elfi Mikesch et Monika Treut : Gregor
- 1985 : Die Einsteiger de Siggi Götz : Graf Frackstein
- 1986 : Die Schlacht der Idioten de Christoph Schlingensief
- 1986 : Am nächsten Morgen kehrte der Minister nicht an seinen Arbeitsplatz zurück de Monika Funke-Stern : Minister / Kali
- 1986 : Egomania, l'île sans espoir (Egomania - Insel ohne Hoffnung) de Christoph Schlingensief : baron Tante Teufel
- 1987 : Epidemic de Lars von Trier : Udo
- 1988 : Medea de Lars von Trier : Jason
- 1988 : Mutters Maske de Christoph Schlingensief : Monsieur Seidler
- 1989 : 100 Jahre Adolf Hitler - Die letzte Stunde im Führerbunker de Christoph Schlingensief : Adolf Hitler

#### Années 1990
- 1990 : Massacre allemand à la tronçonneuse (Das Deutsche Kettensägenmassaker) de Christoph Schlingensief : Jonny
- 1991 : Europa de Lars von Trier : Lawrence Hartmann
- 1991 : My Own Private Idaho de Gus Van Sant : Hans
- 1992 : Terror 2000 - Intensivstation Deutschland de Christoph Schlingensief : Jablo
- 1993 : Three Shake-a-Leg Steps to Heaven d'Andy Bausch : Edouard Müllendorf
- 1993 : Plötzlich und unerwartet de Michael Brynntrup : Egon Hettemann
- 1993 : Even Cowgirls Get the Blues de Gus Van Sant : le directeur
- 1993 : Le Concierge du Bradbury (For Love or Money) de Barry Sonnenfeld : Mr. Himmelman
- 1993 : Josh and S.A.M. de Billy Weber (en) : Salon Manager
- 1994 : Ace Ventura, détective chiens et chats (Ace Ventura: Pet Detective) de Tom Shadyac : Ron Camp
- 1994 : Der Unbekannte Deserteur de Thomas A. Frick : Der Alte
- 1994 : Rotwang muß weg! (de) de Hans-Christoph Blumenberg : Arthur Eigenrauch
- 1995 : Paradise Framed de Paul Ruven : Colonel Hardy
- 1995 : Dog Daze d'Istvan Kantor : Erich von Stroheim
- 1995 : Ausgestorben de Michael Pohl : York Cortex
- 1995 : Johnny Mnemonic de Robert Longo : Ralfi
- 1995 : Tuez-moi d'abord (Nur über meine Leiche) de Rainer Matsutani : Killer
- 1995 : Les Lumière de Berlin (Die Gebrüder Skladanowsky) de Wim Wenders : Max Skladanowsky
- 1996 : United Trash de Christoph Schlingensief : Général Werner Brenner
- 1996 : Barb Wire de David Hogan : Curly
- 1996 : Breaking the Waves de Lars von Trier : le marin sadique
- 1996 : Pinocchio (The Adventures of Pinocchio) de Steve Barron : Lorenzini
- 1996 : Lea d'Ivan Fíla : Block
- 1997 : Betty de RD Murphy : Vincent Lord
- 1997 : Red Shoe Diaries 7: Burning Up (segment Runway) de Rafael Eisenman et T.A. Williams : le designer
- 1997 : The End of Violence de Wim Wenders : Zoltan Kovacs
- 1997 : Prince Vaillant de Anthony Hickox : Sligon
- 1998 : Simon Says de Jim O'Malley : Stuart Moss
- 1998 : Schuldig
- 1998 : Immaculate Springs de Dominique A. Faix
- 1998 : Armageddon de Michael Bay : le psychologue de la NASA
- 1998 : Blade de Stephen Norrington : Gitano Dragonetti
- 1998 : There's No Fish Food in Heaven d'Eleanor Gaver : Rocky
- 1998 : The Last Call de Steve Kurland
- 1999 : Possessed (Besat) d'Anders Rønnow Klarlund : Vincent Monreau
- 1999 : Spy Games (History Is Made at Night) d'Ilkka Järvi-Laturi : Ivan Bliniak
- 1999 : The Debtors de Evi Quaid
- 1999 : Unter den Palmen de Miriam Kruishoop : Ludwig
- 1999 : Pinocchio et Gepetto (The New Adventures of Pinocchio) de Michael Anderson : Madame Flambeau / Lorenzini
- 1999 : La Fin des temps (End of Days) de Peter Hyams : Head Priest

#### Années 2000
- 2000 : Alerte finale (Critical Mass) de Fred Olen Ray : Samson
- 2000 : Citizens of Perpetual Indigence d'Alex Monty Canawati : Hans
- 2000 : L'Ombre du vampire (Shadow of the Vampire) d'E. Elias Merhige : Grau
- 2000 : Dancer in the Dark de Lars von Trier : Dr Porkorny
- 2000 : En lettres de sang (Red Letters) de Bradley Battersby : George Kessler
- 2000 : Juste une nuit (Just One Night) d'Alan Jacobs : Walter Lert
- 2000 : Doomsdayer de Michael J. Sarna : Max Gast
- 2001 : Die Gottesanbeterin de Fabian Eder : Julius Quellenreich
- 2001 : The Last Minute de Stephen Norrington : le photographe nazi
- 2001 : Double Deception de Shundo Ohkawa : Vincent
- 2001 : Invincible de Werner Herzog : Compte Helldorf
- 2001 : Megiddo: The Omega Code 2 de Brian Trenchard-Smith : Le Gardien
- 2001 : Revelation de Stuart Urban : Le Grand Maître
- 2001 : Les Hommes de Sa Majesté (All the Queen's Men) de Stefan Ruzowitzky : Général Landssdorf
- 2001 : Auf Herz und Nieren de Thomas Jahn : Doc
- 2002 : Broken Cookies d'Udo Kier
- 2002 : Terreur.point.com (FeardotCom) de William Malone : Polidori
- 2002 : Mrs Meitlemeihr de Graham Rose : Hitler/Mrs. Meitlemeihr
- 2002 : Pigs Will Fly de Eion Moore : Uncle Max
- 2003 : Montewood Hollyverità (vidéo) d'Una Szeemann : Erich Mühsam
- 2003 : Love Object de Robert Parigi : Radley
- 2003 : Dogville de Lars von Trier : le monsieur au manteau
- 2003 : Embarquement immédiat (Gate to Heaven) de Veit Helmer : Joachim Nowak
- 2004 : One Point O de Jeff Renfroe et Marteinn Thorsson : Derrick
- 2004 : Sawtooth d'Andreas Kidess : Révérend Cain
- 2004 : Jargo de Maria Solrun : Jargos Vater
- 2004 : Modigliani de Mick Davis : Max Jacob
- 2004 : Evil Eyes de Mark Atkins : George
- 2004 : Famille à louer (Surviving Christmas) de Mike Mitchell : Heinrich
- 2005 : Wit's End de Gary Don Rhodes : L'Etranger
- 2005 : Children of Wax d'Iwan Nitschew : P.
- 2005 : One More Round de Stephen Cyrus Sepher : Lance Wallace
- 2005 : Manderlay de Lars von Trier : Mr. Kirspe
- 2005 : Headspace d'Andrew van den Houten : Révérend Karl Hartman
- 2005 : BloodRayne d'Uwe Boll : Regal Monk
- 2006 : Pray for Morning de Cartney Wearn : Edouard Leopold Edu
- 2006 : Holly de Guy Moshe : Klaus
- 2006 : La Croisade en jeans de Ben Sombogaart : Dr Lawerence
- 2007 : Fall Down Dead de Jon Keeyes : The Picasso Killer / Aaron Garvey
- 2007 : Grindhouse (segment Werewolf Women of the SS) de Rob Zombie : Franz Hess
- 2007 : Pars: Kiraz operasyonu d'Osman Sinav : Klaus Kayman
- 2007 : Halloween de Rob Zombie : Morgan Walker
- 2007 : La Troisième Mère (La terza madre) de Dario Argento : Père Johannes
- 2007 : Tell de Ryan Connolly : Hermann Gessler
- 2008 : 1½ Knights – In Search of the Ravishing Princess Herzelinde de Til Schweiger : Luipold Trumpf
- 2008 : Far Cry d'Uwe Boll : Dr Krieger
- 2009 : Dans l'œil d'un tueur (My Son, My Son, What Have Ye Done?) de Werner Herzog : Lee Meyers
- 2009 : Lulu und Jimi d'Oskar Roehler : Schultz
- 2009 : Soul Kitchen de Fatih Akın : Monsieur Jung

#### Années 2010

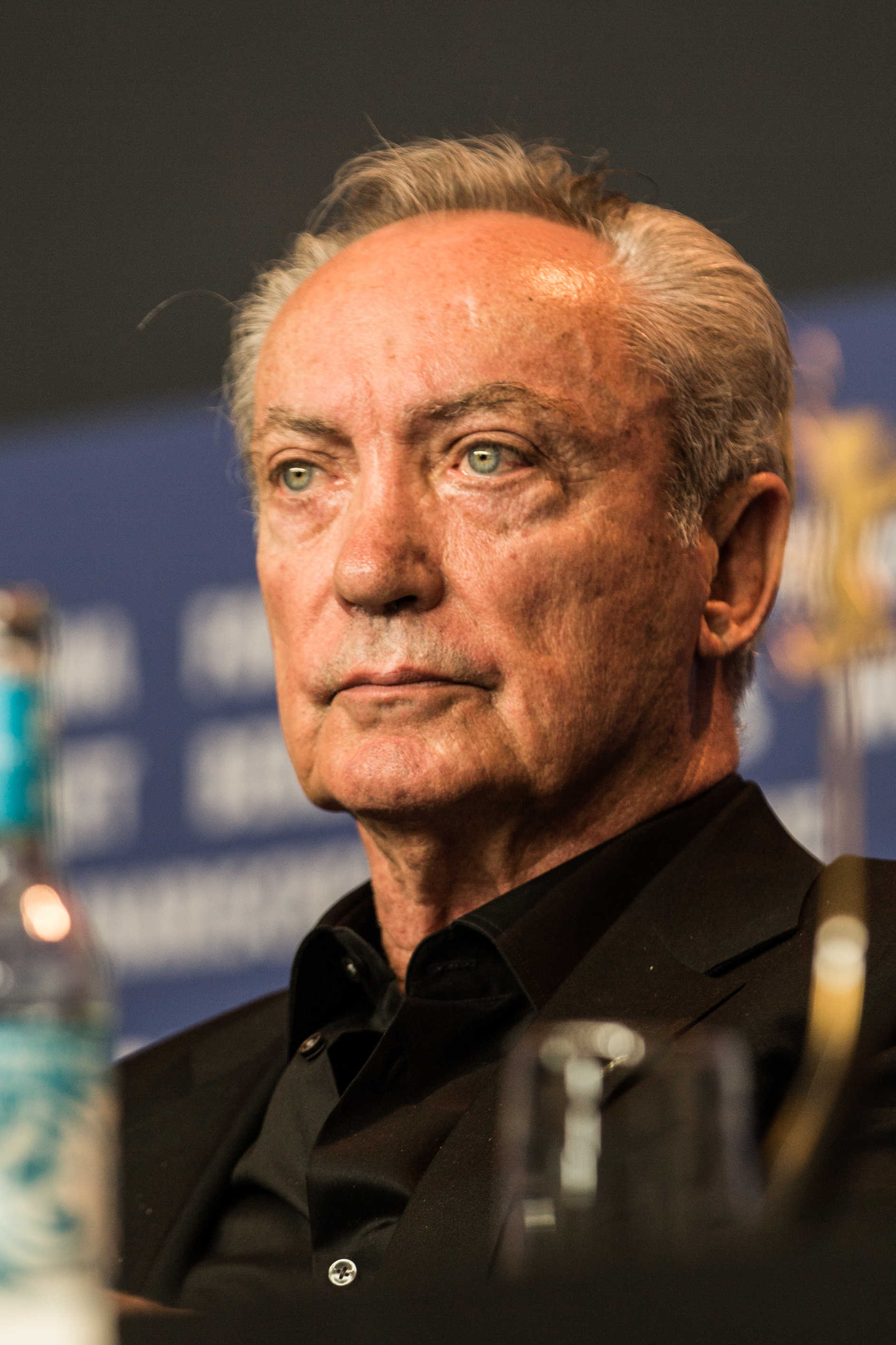
Udo Kier lors de la Berlinale 2018.

- 2010 : Metropia de Tarik Saleh : Ivan Bahn
- 2010 : Un ovni dans les yeux de Guo Xiaolu : Steve Forst
- 2011 : Iron Sky de Timo Vuorensola : Wolfgang Kortzfleisch
- 2011 : Melancholia de Lars von Trier : L'animateur de la soirée de mariage
- 2011 : The Theatre Bizarre de Douglas Buck et 6 autres réalisateurs : L'automate
- 2012 : The Lords of Salem de Rob Zombie : Le Chasseur de sorcières
- 2012 : Ulysse, souviens-toi ! de Guy Maddin : Le médecin
- 2013 : La Nuit du Templier de Paul Sampson : Père Paul
- 2013 : Nymphomaniac vol. 2 de Lars von Trier : Le serveur
- 2013 : La Chambre interdite de Guy Maddin : l'obsédé, le valet de chambre de Thad et le pharmacien
- 2013 : House of Boys de Jean-Claude Schlim : Madame
- 2014 : Beethoven et le Trésor des pirates (Beethoven's Treasure) de Ron Oliver : le véritable Fritz Bruchschnauser
- 2015 : Coconut Hero de Florian Cossen : Mr. Morrow, le thérapeute
- 2015 : Zero de Gyula Nemes : Le Seigneur du monde
- 2016 : Broer de Geoffrey Enthoven : Frank Solek
- 2016 : Courier X de Thomas Gulamerian : Nathan Vogel
- 2016 : Ulysses : A Dark Odyssey de Federico Alotto : Alcyde
- 2019 : Iron Sky 2 de Timo Vuorensola : Wolfgang Kortzfleisch
- 2017 : Downsizing d'Alexander Payne : Konrad
- 2017 : Section 99 (Brawl in Cell Block 99) de S. Craig Zahler : homme placide
- 2018 : Don't Worry, He Won't Get Far on Foot de Gus Van Sant : Hans
- 2018 : Ma fille (Figlia mia) de Laura Bispuri : Bruno
- 2018 : Puppet Master: The Littlest Reich de Sonny Laguna et Tommy Wiklund : Andre Toulon
- 2018 : The Mountain : Une odyssée américaine (The Mountain) de Rick Alverson : Frederick
- 2018 : Traîné sur le bitume (Dragged Across Concrete) de S. Craig Zahler : Friedrich
- 2019 : Bacurau de Juliano Dornelles et Kleber Mendonça Filho : Michael
- 2019 : L'Oiseau bariolé (Nabarvené ptáče) de Václav Marhoul

#### Années 2020
- 2021 : Swan Song de Todd Stephens : Pat Pitsenbarger
- 2022 : A E I O U - Alphabet rapide de l'amour (A E I O U – Das schnelle Alphabet der Liebe) de Nicolette Krebitz : Michel
- 2022 : My Neighbor Adolf : Mr. Herzog
- 2025 : By Design de Amanda Kramer : Aldo Fabbri
- 2025 : The Ark: An Iron Sky Story de Timo Vuorensola
- 2025 : L'Agent secret (O Agente Secreto) de Kleber Mendonça Filho : Hans

### Télévision

#### Séries télévisées
- 1994-1997 (reprise en 2023) : L'Hôpital et ses fantômes (3 saisons, 13 épisodes) : Åge Krüger
- 2010 à la télévision : Chuck (1 épisode) : Otto Van Vogel
- 2023 : Hunters (6 épisodes) : Adolf Hitler

#### Téléfilms
- 1973 : Olifant : Olifant / Edwin
- 1973 : Joseph Balsamo d'André Hunebelle : Gilbert
- 1976 : Erinnerungen an die Leidenschaft
- 1977 : Katonák
- 1977 : La Femme du chef de gare (Bolwieser) : Schafftaler
- 1978 : Krétakör : Pao Cseng
- 1979 : Victor
- 1993 : Jack Reed: Badge of Honor : Giles Marquette
- 1994 : Tod eines Weltstars
- 1995 : Unter Druck
- 1996 : Duke of Groove
- 1998 : Pour une poignée de diamants (Die Diebin) : Bühler
- 1998 : Nina - Vom Kinderzimmer ins Bordell : Bongo
- 1998 : Modern Vampires : Vincent
- 1998 : Ice : Tempête de glace aux USA (Ice) : Dr Norman Kistler
- 1999 : Killer Deal : Dr Roland Parker
- 1999 : Le Train de l'enfer (Final Run) : Reddick, Train Control Supervisor
- 2002 : Ce soir je veillerai sur toi (He Sees You When You're Sleeping) : Hans Kramer
- 2004 : 30 Days Until I'm Famous : Barry Davis
- 2004 : Dracula 3000 de Darrell Roodt : Capt. Varna
- 2005 : La Fin absolue du monde de John Carpenter (épisode 8 de la saison 1 de Masters of Horror) : Bellinger
- 2006 : 13 Graves : Debro

### Clips vidéo
- 1992 : Erotica, clip de Madonna réalisé par Fabien Baron
- 1992 : Deeper and Deeper, clip de Madonna réalisé par Bobby Woods
- 1999 : Die Schöne und das Biest, clip de Rauhfaser
- 2000 : Make Me Bad, clip de Korn réalisé par Martin Weisz
- 2001 : Let Me Blow Ya Mind, clip d'Eve et Gwen Stefani
- 2015 : It's Love, clip de Get Well Soon

### Jeux vidéo
- 2000 : Command and Conquer : Alerte Rouge 2 : Yuri
- 2001 : Command and Conquer : Alerte rouge 2 - La Revanche de Yuri : Yuri
- 2022 : Martha Is Dead : Erich
- Sans date annoncée : OD d'Hideo Kojima